# 11747 Libbykamen
11747 Libbykamen è un asteroide della fascia principale. Scoperto nel 1999, presenta un'orbita caratterizzata da un semiasse maggiore pari a 2,7898079 au e da un'eccentricità di 0,0309937, inclinata di 2,70066° rispetto all'eclittica.